# Circotettix maculatus
Circotettix maculatus är en insektsart som beskrevs av Scudder, S.H. 1880. Circotettix maculatus ingår i släktet Circotettix och familjen gräshoppor. Inga underarter finns listade i Catalogue of Life.